# 폰차노로마노
폰차노로마노(이탈리아어: Ponzano Romano)는 이탈리아 라치오주 로마현에 위치한 코무네다. 로마로부터 북쪽 40km 거리에 있다.
치비타카스텔라나, 치비텔라산파올로, 콜레베키오, 필라차노, 포라노 (리에티현), 나차노, 산토레스테, 스티밀리아노와 경계를 두고 있다.